# Gabe Vincent
Gabriel Nnamdi Vincent (* 14. Juni 1996) ist ein nigerianisch-US-amerikanischer Basketballspieler, der seit 2023 bei den Los Angeles Lakers in der National Basketball Association (NBA) unter Vertrag steht. Seit 2019 spielt er außerdem für die nigerianische Basketballnationalmannschaft. Vincent ist 1,91 Meter groß und läuft als Point Guard auf. Er spielte vier Jahre College-Basketball bei den UC Santa Barbara Gauchos.

## Professionelle Karriere

### Stockton Kings (2018 bis 2020)
Nachdem Vincent im NBA-Draft 2018 nicht ausgewählt worden war, unterschrieb er am 2. Oktober 2018 einen Exhibit 10-Vertrag bei den Sacramento Kings, wurde jedoch einige Tage später wieder entlassen.
Während der Saison 2018/19 bestritt Vincent 24 Spiele für die Stockton Kings der NBA G-League, in welchen er im Durchschnitt 8,8 Punkte und 2,6 Assists in 18,6 Minuten Spielzeit erzielte. In seiner zweiten Saison kam er auf 20 Einsätze für die Kings, in welchen er durchschnittlich 23,4 Punkte, 3,8 Rebounds und 2,5 Assists mit Wurfquoten von 46,9 % vom Feld und 41,2 % von hinter der Dreierlinie erzielte.

### Miami Heat (2020 bis 2023)
Am 8. Januar 2020 unterschrieb Vincent einen Two-way contract bei den Miami Heat für den Rest der Saison. Am 29. Januar 2020 kam Vincent in einem Spiel gegen die Orlando Magic zu seinem NBA-Debüt, spielte jedoch nur knapp über eine Minute. Sein erstes Spiel mit bedeutsamer Einsatzzeit war am 5. Februar gegen die Los Angeles Clippers, in dem er in 17 Minuten Spielzeit, neun Punkte, einen Rebound und einen Assist erzielte.
In seiner Zeit bei den Sioux Falls Skyforce, der G-League-Mannschaft der Miami Heat, erzielte Vincent in elf Spielen durchschnittlich 16,4 Punkte und 2 Assists. Über die gesamte Saison (in seiner Zeit bei den Kings sowie bei den Skyforce) erzielte er durchschnittlich 20,9 Punkte, 3,1 Rebounds und 2,3 Assists, wofür er am 22. Juni 2020 die Auszeichnung Most Improved Player erhielt.
Im November 2020 wurde bekanntgegeben, dass Vincent einen zweiten Two-way contract bei den Heat unterschrieben habe. Circa ein Jahr später, im August 2021, unterschrieb Vincent bei den Heat einen Vertrag über zwei Jahre im Wert von knapp 3,5 Millionen US-Dollar.
Am 21. Mai 2023 erzielte Vincent mit 29 Punkten in Spiel 3 der Conference Finals einen Karrierebestwert und führte die Heat somit zu einem 128:102-Sieg und einer 3:0-Führung gegen die Boston Celtics.

### Los Angeles Lakers (seit 2023)
Im Juli 2023 hat Vincent einen Vertrag bei den Los Angeles Lakers unterschrieben.
Am 9. Dezember 2023 gewann er mit den Lakers das neue NBA In-Season Tournament, wobei Vincent aufgrund einer Verletzung nicht zum Einsatz kam.

## Statistiken

### Hauptrunde
| Saison  | Team       | GP  | GS | MPG  | FG % | 3P % | FT % | RPG | APG | SPG | BPG | PPG |
| ------- | ---------- | --- | -- | ---- | ---- | ---- | ---- | --- | --- | --- | --- | --- |
| 2019–20 | Miami      | 9   | 0  | 9.2  | .216 | .222 | –    | 0.6 | 0.7 | 0.6 | 0.0 | 2.4 |
| 2020–21 | Miami      | 50  | 7  | 13.1 | .378 | .309 | .870 | 1.1 | 1.3 | 0.4 | 0.0 | 4.8 |
| 2021–22 | Miami      | 68  | 27 | 23.4 | .417 | .368 | .815 | 1.9 | 3.1 | 0.9 | 0.2 | 8.7 |
| 2022–23 | Miami      | 68  | 34 | 25.9 | .402 | .334 | .872 | 2.1 | 2.5 | 0.9 | 0.1 | 9.4 |
| 2023–24 | LA. Lakers | 11  | 0  | 19.8 | .306 | .107 | .500 | 0.8 | 1.9 | 0.8 | 0.0 | 3.1 |
| Gesamt  | Gesamt     | 206 | 68 | 20.9 | .395 | .332 | .847 | 1.7 | 2.3 | 0.8 | 0.1 | 7.4 |

### Playoffs
| Saison  | Team       | GP | GS | MPG  | FG % | 3P % | FT % | RPG | APG | SPG | BPG | PPG  |
| ------- | ---------- | -- | -- | ---- | ---- | ---- | ---- | --- | --- | --- | --- | ---- |
| 2019–20 | Miami      | 1  | 0  | 0.3  | –    | –    | –    | 0.0 | 0.0 | 0.0 | 0.0 | 0.0  |
| 2020–21 | Miami      | 3  | 0  | 4.7  | .667 | .500 | –    | 0.3 | 0.7 | 0.0 | 0.0 | 1.7  |
| 2021–22 | Miami      | 18 | 8  | 23.5 | .382 | .309 | .950 | 1.9 | 3.2 | 0.8 | 0.3 | 8.0  |
| 2022–23 | Miami      | 22 | 22 | 30.5 | .402 | .378 | .882 | 1.4 | 3.5 | 0.9 | 0.2 | 12.7 |
| 2023–24 | LA. Lakers | 5  | 0  | 13.8 | .250 | .143 | –    | 1.6 | 0.6 | 0.4 | 0.0 | 1.4  |
| Gesamt  | Gesamt     | 49 | 30 | 24.0 | .393 | .347 | .907 | 1.5 | 2.9 | 0.7 | 0.2 | 8.9  |

## Erfolge
1× NBA In-Season Tournament Champion: 2023